# Cantone di Bouligny
Il Cantone di Bouligny è una divisione amministrativa dell'Arrondissement di Verdun.
È stato costituito a seguito della riforma approvata con decreto del 17 febbraio 2014, che ha avuto attuazione dopo le elezioni dipartimentali del 2015.

## Composizione
Comprende i seguenti 26 comuni:
- Amel-sur-l'Étang
- Arrancy-sur-Crusne
- Billy-sous-Mangiennes
- Bouligny
- Dommary-Baroncourt
- Domremy-la-Canne
- Duzey
- Éton
- Foameix-Ornel
- Gouraincourt
- Lanhères
- Loison
- Mangiennes
- Morgemoulin
- Muzeray
- Nouillonpont
- Pillon
- Rouvres-en-Woëvre
- Rouvrois-sur-Othain
- Saint-Laurent-sur-Othain
- Saint-Pierrevillers
- Senon
- Sorbey
- Spincourt
- Vaudoncourt
- Villers-lès-Mangiennes